# Cantonul Strasbourg-8
Cantonul Strasbourg-8 este un canton din arondismentul Straatsburg-Stad, departamentul Bas-Rhin, regiunea Alsacia, Franța.